# Departamento de Putumayo
Koordinaten: 0° 36′ N, 75° 36′ W
Das Departamento de Putumayo ist ein Departamento am Südwestrand Kolumbiens. Es grenzt im Süden an die Staaten Perú und Ecuador und auf den anderen Seiten an die vier kolumbianischen Departamentos Nariño im Westen, Cauca (nur ~50 km) und Caquetá im Norden sowie Amazonas im Osten.
Die Böden des Departamentos sind prädestiniert für die Landwirtschaft. Es werden hauptsächlich Mais, Bananen, Reis, Zuckerrohr und Jamswurzeln angebaut. Auch ist die Region reich an Bodenschätzen, so wird Erdöl gefördert und es gibt Gold- und Silberbergwerke.
In Putumayo liegt der Nationalpark La Paya. Die Grenze zu Ecuador und Peru bildet der Río Putumayo.

## Administrative Unterteilung
Das Departamento de Putumayo besteht aus 13 Municipios. Diese untergliedern sich in einen Gemeindekern (cabecera municipal) und dem Umland (resto rural). Das Umland wiederum wird weiter unterteilt in sogenannte Polizeiinspektionen (Inspecciones de Policía Municipal), kleinere Ämter (corregimientos), Siedlungszentren (centros poblados) und Gehöfte (caseríos). Im Folgenden verzeichnet sind alle Gemeinden mit ihrer Gesamteinwohnerzahl sowie der Einwohnerzahl für Gemeindekern und Umland aus der Volkszählung des kolumbianischen Statistikamtes DANE aus dem Jahr 2018, hochgerechnet für das Jahr 2022.
| Municipio         | Gesamteinwohnerzahl | Einwohner Gemeindekern | Einwohner Umland |
| ----------------- | ------------------- | ---------------------- | ---------------- |
| Colón             | 5.682               | 3.554                  | 2.128            |
| Mocoa             | 60.572              | 42.044                 | 18.528           |
| Orito             | 39.810              | 21.579                 | 18.231           |
| Puerto Asís       | 69.074              | 41.999                 | 27.075           |
| Puerto Caicedo    | 16.448              | 6.691                  | 9.757            |
| Puerto Guzmán     | 37.682              | 5.315                  | 32.367           |
| Puerto Leguízamo  | 30.312              | 13.863                 | 16.449           |
| San Francisco     | 5.720               | 3.424                  | 2.296            |
| San Miguel        | 19.973              | 5.486                  | 14.487           |
| Santiago          | 7.509               | 3.570                  | 3.939            |
| Sibundoy          | 15.902              | 10.497                 | 5.405            |
| Valle del Guamuez | 35.621              | 16.373                 | 19.248           |
| Villagarzón       | 24.759              | 15.106                 | 9.653            |